# Dogfree (Livre de cães)
Dogfree é um movimento higiênico, ambiental e social de pessoas que não são adeptas de cães de estimação ou de possuir cães em geral.
Pessoas que se identificam como "dogfree" (livres de cães), em geral, não apoiam o abuso ou maus-tratos de cães domésticos, mas discordam veementemente do conceito de posse de cães, da integração de cães na mídia, em relacionamentos e espaços públicos pela cultura ocidental, cães em áreas como restaurantes, praias e lojas comerciais, do impacto ecológico dos cães como uma espécie doméstica invasiva perpetuada artificialmente por humanos, da crueldade dispensada aos cães por muitos de seus donos (por exemplo, em brigas de cães, no abuso físico e na negligência com os cuidados do cão) e da falta de higiene perpetuada pelos cães (por exemplo, lamber seus próprios órgãos genitais ou ânus, ou ter glândulas odoríferas anais que emitem um cheiro fecal de fermento, além do forte odor que seus excrementos deixam por todo lado).   As pessoas do movimento "dogfree" também não acreditam na ideia de que os cães deem " amor incondicional " e acreditam que os donos de cães que consideram isso uma virtude são, na verdade, narcisistas e buscam afirmação e validação contínuas para evitar um crescimento pessoal e evolução pessoal. O termo "dogfree" atraiu atenção inicialmente depois que o grupo do Reddit r/Dogfree foi mencionado em artigos de notícias que examinavam o fenômeno da comunidade Dogfree. O movimento causa controvérsia, e os apoiadores do "dogfree" argumentam que espera-se que todos tenham esse amor cultural pelos cães e que a sociedade não aceita ninguém que expresse antipatia, medo ou nojo em relação aos cães. Já os críticos do movimento "dogfree" dizem que este é um movimento mesquinho e demasiado extremo. De alguma maneira, há também quem relacione o movimento "dogfree" com o movimento "Childfree" (misturando completamente as espécies, já que as críticas ao "dogfree" se referem principalmente ao uso de cães como forma de terapia e " animais de apoio emocional" - exceto, obviamente, no caso de  animais de serviço ou cães-guia ), e  aos grupos de defesa dos pit bulls. 
A origem do termo "Dogfree" é desconhecida.

## História
Não se sabe quando o movimento Dogfree começou. O r/Dogfree foi criado no Reddit em 2012.
Antes da existência e do reconhecimento formal de um movimento "dogfree", casos históricos de repulsa por cães ou descrença de que cães deveriam ser animais de estimação eram frequentemente associados a fatores higiênicos e crenças morais. Após a Guerra Civil Chinesa, em 1949, a China proibiu cães em muitas partes do país. O Partido Comunista Chinês considerava a posse de cães "um símbolo de decadência e uma extravagância criminosa em uma época de escassez de alimentos", e considerava a posse de cães um indicativo de comportamento burguês. Havia também preocupações legítimas com surtos de raiva e a falta de higiene com suas fezes, que levaram à manutenção das proibições durante a maior parte da Era Mao Tse-Tung.    
Em 2013, o escritor da Slate Farhad Manjoo publicou o artigo "Não, eu não quero fazer carinho no seu cachorro", no qual discutia o fenômeno amplamente difundido nos EUA da posse de cães e observava que os donos de cães geralmente eram incapazes de aceitar ou entender por que alguém não gostaria de cães, ou presumiriam por padrão que todas as pessoas amam cães. Manjoo foi particularmente crítico em relação à entrada de cães em espaços desnecessários, como escritórios, locais de trabalho e academias.  O jornalista Ryan Kearney, do The New Republic, concordou com os sentimentos de Manjoo, mas, embora se identificasse como "dogfree", Kearney observou que estava mais preocupado com os cães como um reflexo da cultura humana ocidental do que com os cães em si, afirmando: "Poucos de nós, em relação aos nossos ancestrais, usamos cães para caçar. O que significa que, além de vários usos de nicho óbvios (guiar cegos, farejar bombas ou drogas, perseguir criminosos; traço um limite em "cães de terapia"), agora dependemos dos cães para apenas uma coisa: para serem nossos bichos de pelúcia vivos, algo para abraçar quando estamos tristes, melancólicos ou solitários. Isso é tudo o que pedimos a eles — que estejam sempre lá quando precisarmos deles — e que eles atendem alegremente, já que também os alimentamos no processo. Alguns encontram poesia na simplicidade dessa transação. Vejo carência humana, se não fraqueza, e talvez até exploração. "Cães não respondem" é um refrão comum e pretende ser positivo. Mas somos os seres mais inteligentes de todos os tempos — capazes de pensamentos profundos e complexos, os quais podemos expressar uns aos outros graças às centenas de linguagens intrincadas que desenvolvemos ao longo da história da nossa espécie. Por que não usar essas palavras maravilhosas que inventamos? Em vez disso, depois de um dia difícil, um dono de cachorro pode ficar deitado calmamente no sofá com seu cãozinho, e de alguma forma isso o faz se sentir melhor, como se por osmose o cão o tivesse ajudado de alguma forma a lidar com seus sentimentos complicados. Ou o dono do cão falará com o cão, sabendo muito bem que o cão não entende, e nunca entenderá — ao contrário dos bebês — o que ele está dizendo. Falar com humanos pode ser cansativo e ameaça complicar ainda mais os sentimentos de alguém. Outro humano responderia e o dono do cão teria que sentar lá e ouvir e talvez reconsiderar o que está sentindo. Com um cão, é uma conversa unilateral: eu falo, ele ouve, e tudo o que eu digo é implicitamente aceito como verdade. Conversando com cães, estamos sempre certos."[9]
— Ryan Kearney, "I Hate Dogs for What Their Popularity Says About Us" (Eu odeio cães pelo que sua popularidade diz sobre nós)
Em 2017, o reitor do Bethlehem College and Seminary, John Piper, fez eco às opiniões de Ryan Kearney de um ponto de vista religioso, observando que, embora ele não odiasse cães e até mesmo tivesse um, era perturbador como os cães, "sem alma e sem capacidades morais ou espirituais", muitas vezes viviam vidas mais felizes e interessantes do que muitas pessoas; Piper também estava particularmente incomodado com a quantidade de dinheiro gasto com a posse de animais de estimação no Ocidente, dizendo: "se sua consciência está acusando você pelo dinheiro que você gasta ou pelo tempo que você gasta penteando o pelo do seu cachorro ou coçando suas orelhas, você deveria parar, simplesmente parar. Você deveria se livrar desse cachorro. Nenhum animal de estimação vale um dano à sua consciência. Ou, se você olhar para os 60 bilhões de dólares por ano que os americanos gastam com animais de estimação e resolver não gastar nada, absolutamente nada, para protestar contra essa prioridade, você está totalmente justificado em protestar, tendo em mente que os EUA gastam 1,8 bilhão de dólares em pasta de dente anualmente e 22 bilhões de dólares em ar condicionado anualmente e 2,8 bilhões no Halloween em doces e 48 bilhões de dólares por ano em café." Seu artigo encorajou os cristãos que tinham cães a passar ver os cães como algo que lhes traz alegria, mas também a questionar a relevância, importância e validade do relacionamento com seus animais de estimação por meio de seu criticismo.  Na década de 2020, jornalistas e escritores começaram a explorar o movimento "Dogfree", com a autora e comentarista Olga Khazan se declarando uma "dogfree" em um artigo para o The Atlantic em 2023 e admitindo que ela própria havia se juntado ao grupo r/Dogfree do Reddit. Khazan declarou: "enquanto eu lia minhas mesmas opiniões impopulares declaradas por outras pessoas, fui tomada pela emoção de ser verdadeiramente conhecida, pelo suspiro inconfundível de catarse... vamos deixar isso claro: eu não gosto de cachorros. Eu não gosto do cheiro deles. Eu não gosto do jeito que eles pulam nas nossas calças de tecido especial que admitem lavagem a seco. Eu não gosto, especialmente, do jeito que eles se aproximam para se "apresentar". (Eu geralmente não gosto mexam nas minhas partes íntimas, a menos que seja para fazer algum exame de HPV.) Eu não acredito que os animais sejam iguais às pessoas; eu não posso acreditar que existam cirurgias de animais de estimação de US$ 15.000 em um país onde nem todas as pessoas podem ter acesso a cuidados de saúde. Eu guardei esse sentimento para mim mesma por muito tempo, porque nos EUA, dizer que você não gosta de cachorros é como dizer que você acha que o Talibã tem boas ideias." 
Em 2023, o historiador ambiental Troy Vettse, do Instituto Universitário Europeu, deu uma entrevista ao jornal The Guardian em que defendia que ter um cão era imoral em vários sentidos, citando preocupações ecológicas, estatísticas de ataques de cães e ferimentos físicos infligidos a pessoas, a falta de estímulo social que a maioria dos animais de estimação recebe em um ambiente urbanizado ou fechado e artificial, a crueldade das criadouros de cães e a prática de "consanguinidade artesanal" estética para perpetuar certos traços e aparências desejados. Vettse observou a falta de controle que os animais domésticos têm sobre o que é feito a eles, bem como a relativa falta de mobilidade, a taxa de mortalidade de animais domésticos sendo transportados de um local para outro e animais domésticos aparentemente se envolvendo em atos de automutilação devido ao tédio, solidão e sofrimento mental. Vettse estava particularmente incomodado com o número de cães "de raça" da moda vendidos on-line, aparentemente de criadores de quintal, e com o confinamento forçado necessário para manter um animal de estimação:
 "Em seu conto 'The Ones Who Walk Away from Omelas', Ursula Le Guin descreveu uma sociedade onde a alegria de seus cidadãos dependia da 'abominável miséria' de uma única criança presa em uma masmorra. Le Guin perguntava ao leitor se mesmo uma grande felicidade poderia justificar o sofrimento. O relacionamento da humanidade com os animais é baseado em um cálculo utilitário semelhante. Como a cidade de Omelas, fizemos um pacto silencioso para dominar os animais de estimação para nosso benefício, apesar do custo para os próprios animais de estimação, para os animais selvagens e de criação e para nossa própria moralidade... Como a criança aprisionada de Omelas, não é possível libertar os animais de estimação. Eles são muito numerosos ou estão muito arruinados por sua subjugação para viver na natureza. Nem é suficiente abandonar a posse de animais de estimação individualmente. Para criar um mundo sem animais de estimação, devemos decidir coletivamente fechar as fábricas de filhotes, castrar e esterilizar animais de estimação e apoiar programas de conservação que capturam animais selvagens de forma humana. Em uma era pós-animais de estimação, ainda poderíamos desfrutar da companhia e da beleza de animais, mas de longe como naturalistas em um mundo mais selvagem. Só podemos especular como essa nova era seria, mas sua realização começará quando aceitarmos que a verdadeira felicidade não pode ser baseada no sofrimento dos outros."[12]
— Troy Vettse, "Want to truly have empathy for animals? Stop owning pets" (Quer realmente ter empatia pelos animais? Pare de ter animais de estimação)
Dois meses depois, em abril de 2023, o escritor da Vox Kenny Torrella seguiu com um artigo semelhante ao de Vettse, defendendo "um mundo com menos animais de estimação, mas mais felizes" e observando que ele próprio se incomodava ao considerar as implicações de ter seu próprio cachorro, uma mistura de pit bull "resgatada" chamada Evvie: "Evvie instantaneamente acrescentou muito às nossas vidas [de Kenny e sua esposa] e, por um tempo, presumi que nosso relacionamento era recíproco e que [Evvie] recebe tanto do nosso vínculo quanto eu. Mas recentemente comecei a me perguntar se ela está muito mais entediada e frustrada do que eu pensava anteriormente. Isso me levou a ler um livro emocionante de 2016 Run, Spot, Run: The Ethics of Keeping Pets, da autora e bioeticista Jessica Pierce . Pierce quer mostrar a pessoas como eu as sombras por trás da narrativa ensolarada da posse de animais de estimação, coisas como abuso físico, acumulação de animais, fábricas de filhotes, brigas de cães e bestialidade." Torrella ficou especialmente perturbado com as implicações de uma indústria de animais de estimação de "US$ 136 bilhões" e o aumento na posse de animais de estimação durante a pandemia da COVID-19, chegando à conclusão de que, embora ele, pessoalmente, se sentisse muito triste em um "mundo sem cães", esse era um pensamento egocêntrico e a eliminação gradual da posse de animais de estimação domésticos seria o ideal. Torrella, no entanto, admitiu que provavelmente teria outro cão após a morte de Evvie e que esse cão viria de um resgate; ele encorajou qualquer futuro dono de animal de estimação a "adotar" de um abrigo de animais ou instituição de caridade de resgate em vez de comprar um cão de criador, e apoiou a esterilização e castração. 
Abigail Weinberg escreveu para a Mother Jones em 2023 que não são necessariamente os cães que incomodam as pessoas "dogfree", mas sim a "cultura canina", um fenômeno na América do Norte, na Europa e no Brasil do século XXI, no qual os cães são tratados como iguais ou mais valorizados do que outros seres humanos ("membros da família"), supersaturados na mídia e em espaços públicos, permitidos em ambientes fechados e impostos a pessoas que não querem ficar perto deles. Ela notou uma atitude crescente entre seus pares de politizar a questão, tentando alinhar aqueles que amavam cães com valores de esquerda e aqueles que não gostavam ou eram avessos a cães com valores de direita, particularmente em relação a Donald Trump e ao então presidente Joe Biden. Weinberg argumentou: "alguns lerão isso e fingirão que não sabem do que estou falando. Vamos lá. Você já passou por indiscrições de cães. Você pisou na merda deles na rua. E não é culpa deles: por trás de cada cão malcomportado há uma vítima humana da "cultura canina", um indivíduo cuja mente está muito distorcida pelo amor canino para considerar o bem-estar de seus companheiros humanos ou do próprio cão. Em um mundo de creches caninas, desfiles caninos e spas caninos, você pode realmente culpar algumas pessoas por começarem a acreditar que os cães são um pouco melhores do que o resto de nós?"  Em entrevista ao Express, a jornalista Helen Carroll falou sobre seu aborrecimento com a "cultura canina" e declarou: "se você mostra na cara que prefere não ser lambido por uma língua usada recentemente para limpar uma bunda, eles [os donos] te olham como se você fosse um psicopata." Ela observou longamente o aumento rápido e sem precedentes da posse de cães de estimação domésticos no Reino Unido e também compartilhou experiências como ser atropelado por um cão grande e donos constantemente compartilhando conteúdo relacionado a cães nas redes sociais. 
Lauren Vinopal do MEL observou que as razões subjacentes ao movimento Dogfree não são irracionais ou erradas, ao contrário da "cultura canina", afirmando, "fique tranquilo, eles [pessoas dogfree] têm muitas, muitas razões para não gostar do seu companheiro canino — seja o latido, o cheiro, a merda literal que eles trazem para dentro de casa ou o fato de que eles lamberão seu rosto descaradamente logo depois de lamberem seu traseiro ... a comunidade se opõe a pessoas que priorizam os direitos dos animais sobre os direitos humanos, pessoas que tratam seus cães como pessoas, pessoas que trazem cães de serviço falsos para espaços públicos e a suposição geral de que eles são sociopatas totais sobre todos os itens acima. Essencialmente, o subreddit [r/Dogfree] serve como um espaço seguro para tudo, desde admitir que você não está exatamente triste que o cachorro de alguém morreu, até desabafar sobre um ente querido que permite que seu cachorro durma em sua cama." 

### Capacitismo
A "cultura canina" em relação ao capacitismo também tem sido um ponto de interesse no movimento Dogfree, especialmente a imposição de animais de estimação em espaços públicos internos onde as pessoas podem ter uma doença ou condição psicológica que afeta sua tolerância a cães. Uma pessoa sem cães também pode sofrer de cinofobia . Muitas pessoas autistas têm medo ou aversão higiênica a cães, especialmente cães imprevisíveis sem coleira.  De acordo com a pesquisadora Shannon Tyner, que estudou as interações entre cães e crianças autistas, estima-se que 30% dos indivíduos no espectro do autismo tenham um forte medo ou aversão a cães, algo frequentemente ignorado ou ofuscado pelo crescente mercado de "cães autistas" e "cães de terapia", um ponto de discórdia na comunidade autista, já que algumas pessoas autistas afirmam se beneficiar muito da interação com cães regularmente. Alguns psicólogos que estudam a cinofobia sugeriram que a intervenção sensorial — expor à força uma pessoa autista a cães até que ela interaja com eles e aprenda a aceitá-los — é uma maneira pela qual as pessoas autistas podem passar a apreciar os cães. Há pouca ou nenhuma informação existente sobre como as pessoas autistas com aversão, medo ou antipatia por cães pensam sobre esta questão, uma vez que o tópico é tabu e os debates são principalmente relegados a fóruns de mídia social com temas de autismo.  
No Medium, um escritor sob o nome anônimo "PivotPivotPivot" compartilhou um artigo em 2022 intitulado "Eu odeio cachorros..." no qual eles discutiram suas experiências como uma pessoa autista vivendo em uma sociedade que ama cachorros. "PivotPivotPivot" disse: "Eu NUNCA machucaria um cachorro, e se um estivesse em apuros e eu pudesse evitar com segurança, eu o faria. Eu não sou um monstro. Dito isso, eu nunca terei um. Eu tento ficar o mais longe possível deles. Eu olho para fotos deles no Facebook e rolo a tela pensando: "Nojento". Eu não acho filhotes fofos. Eu não acho que eles sejam os "melhores cachorros boi doggo" (por que as pessoas simplificam a língua inglesa quando falam sobre eles?). Eu queria poder explicar exatamente o que eles fazem comigo quando um está na minha presença. Eu queria poder explicar isso corretamente para alguém que é neurotípico. Eu queria poder chegar a uma explicação, mas não consigo chegar tão longe porque assim que as pessoas ouvem que eu odeio cachorros, elas imediatamente não gostam de mim e fecham qualquer outra coisa que eu possa dizer sem se preocupar em perguntar o porquê.  O fundador do Essex Dog Training Center, Roy Dyer, em uma entrevista para o artigo da Vice "'Eu grito, eu choro, and Then I Run': The Hell of Living with Extreme Dog Phobia", de Thomas Hobbs, disse: "Havia alguém que não conseguia ficar perto do casaco de pele da mãe porque ele lembrava um cachorro. Conheci uma criança que tinha tanto medo do cachorro do vizinho que tentou se enforcar. É uma condição particularmente extenuante também para pessoas autistas." 
Em um artigo de jornal do campus para a Western University em 2018, a estudante Katrina McCallum compartilhou sua experiência negativa como uma pessoa com alergia a cães que frequenta uma escola em um prédio "que aceita cães", dizendo: "para pessoas com alergias, a antipatia por cães é séria; pode ser uma condição debilitante e com risco de vida. Embora cães no átrio da UCC ou filhotes em salas de aula possam oferecer apoio emocional para alguns alunos, eles podem trazer desconforto físico para outros. Não há como negar o quão debilitante a presença de um cão é para mim quando estou no campus. Medicamentos para alergia me deixam sonolenta a ponto de não conseguir manter os olhos abertos, enquanto os efeitos das minhas alergias prejudicam minha capacidade de aprender e fazer anotações. Os ataques de alergia são mental e fisicamente desgastantes; minhas mãos estão ocupadas com lenços de papel enquanto assoo o nariz e luto para enxergar enquanto meus olhos lacrimejam e coçam. Em vez de me concentrar em fazer anotações de aula, estou me concentrando em tentar respirar." Seu artigo recebeu uma resposta negativa esmagadora dos leitores. 

### Trauma de infância
Algumas pessoas que não têm cães citaram experiências ruins na infância com cães como a razão por trás de sua atitude, de acordo com Janine Israel do The Guardian .  A escritora Tatiana Gallardo do The Fordham Observer concordou e compartilhou sua própria experiência ruim quando seus pais compraram um cachorro de estimação para sua família: "Em vez de adoração, eu sentia apatia excessiva. Eu não me importava com Romy [a cadela] nem um pouco. Ouvi-la uivar agressivamente no meio da manhã para ser levada para passear não me motivou exatamente a sentir amor e afeição. Ficar do lado de fora no frio congelante todas as manhãs com uma sacola para cachorro na mão enquanto aguardo um pouco de cocô fresco e quente de animal não me deu uma onda de excitação que um dono pode sentir... Depois de possuí-la por dois anos, percebi o inegável: a maioria dos cães são sujos e fedorentos. Você pode literalmente sentir o cheiro quando alguém tem uma criatura peluda. A manutenção da higiene deles requer tempo e dinheiro que eu não tenho. Além disso, os cães nunca te deixam em paz. Talvez seja meu introvertido interior falando, mas não quero chegar em casa e encontrar um cachorro metendo o focinho na minha vida e implorando por atenção."  Um homem (anônimo) foi citado em um artigo da Fox News após se declarar sem cachorro e descrever um incidente no qual vários cães soltos abordaram seu filho e sua esposa no parque, fazendo com que o homem e sua esposa afastassem o filho e gritassem palavrões para o dono dos cães. O incidente recebeu uma resposta majoritariamente negativa e os críticos argumentaram que se ofenderam com a expressão verbal do homem não identificado de "odiar cães" e sua priorização de seu filho em detrimento dos cães. Dito isto, o homem não identificado também recebeu elogios, com alguns apoiantes a salientarem que o homem tinha o direito de proteger o seu filho de um potencial ataque e a argumentarem que os cães deveriam estar presos à trela. 

### Higiene
Em 2017, a revista canadense Today's Parent publicou um artigo intitulado "Animais de estimação são nojentos: a ciência confirma!", no qual a escritora Emma Waverman declarou: "embora nosso cachorro cheire a lixão, meus filhos ainda o sufocam com beijos e abraços, e ele retribui lambendo o rosto deles. O que, para ser honesta, acho muito nojento". Ela observou que, embora acreditasse pessoalmente que havia benefícios potenciais em ter um animal de estimação na família e que não era totalmente contra ter um animal de estimação, ela não gostava de ser tratada como uma "ranzinza" por outros pais sempre que reagia abertamente com desgosto a algo repulsivo ou visceralmente desagradável que o cachorro da família estava fazendo. Ela também destacou vários estudos que confirmam que os animais de estimação espalham doenças e parasitas .  Os riscos higiênicos dos cães domésticos para crianças pequenas foram um ponto de discórdia anterior no Reino Unido, das décadas de 1970 a 1990; o escritor da Universidade de Kent, Neil Pemberton, considerou o medo do parasita da lombriga Toxocaríase, transmitido por meio de fezes de cães para humanos que tocam involuntariamente nas fezes, se elas forem deixadas e não forem limpas depois, como um pânico moral causado em grande parte pela "propaganda". Pemberton argumentou que "havia uma vontade explícita de atribuir repulsa aos cães... filmagens mostrando crianças brincando em parques sujos de fezes e onde os cães vagavam livremente foram acompanhadas por filmagens de crianças abraçando e tocando cães. [Essas imagens são usadas para sugerir] o lado negro do relacionamento entre espécies companheiras e para estigmatizar [sic] os cães como impuros, perigosos e sujos ao toque."  Um anúncio de serviço público foi produzido em 1992 pela Community Hygiene Concern intitulado "The Worms Are Coming", que apresenta uma música com a letra, "Há um verme no fundo do jardim, e seu nome é Wiggly Woo / Há um verme no fundo do jardim, que nasceu em cocô de cachorro / Ele se mexe a noite toda, ele se mexe o dia todo / Ele cega crianças pequenas que saem para brincar / Há um verme no fundo do jardim, e seu nome é Wiggly Woo." O PSA foi considerado mídia perdida, mas mais tarde foi carregado no YouTube pelo usuário "Back To The Past!".  As preocupações higiênicas de quem tem cachorro já existiam há muito tempo, antes mesmo da conscientização generalizada sobre o movimento Dogfree. O American Kennel Club, por exemplo, observou que todos os cães (independentemente da raça ou sexo) têm glândulas anais que emitem consistentemente uma substância oleosa de odor fétido do ânus do cão para sua pele, pelo e saliva; o cão lambendo ou roendo seu ânus está soltando e espalhando a substância, que é usada como um identificador pelo cheiro para outros cães. Essa substância é transferida para humanos quando eles tocam em um cachorro ou mantêm um cachorro em casa. A membro e escritora do AKC Anna Burke destacou que o problema das glândulas impactadas era mais comum em raças menores e cães com sobrepeso.  

## Crítica
O movimento Dogfree recebeu pouca ou nenhuma pesquisa aprofundada ou atenção sobre o fenômeno, permanecendo em grande parte anônimo e contido nas mídias sociais.
Olga Khan, embora assumidamente uma pessoa sem cães, sugeriu em seu artigo "Eu não gosto de cães" que, embora ela tenha encontrado consolo no grupo do Reddit r/Dogfree e concordado com a maior parte dele, ela achou algumas das postagens lá exageradas.  A Business Holiday Barn Pet Resorts publicou uma publicação criticando aqueles que não gostavam de cães, mas ofereceu uma visão mais neutra da situação, observando que algumas pessoas podem ter ficado traumatizadas por uma experiência ruim do passado com cães, podem não ter crescido com cães e admitiram que os cães tinham pouca higiene e às vezes podiam estar sujos. 
De acordo com Lauren Vinopal, da MEL, parte da razão pela qual o movimento Dogfree pode não ter tido muita pesquisa ou investigação pode ser em grande parte devido a uma concepção equivocada sobre o que o movimento quer, bem como ao relativo anonimato das pessoas que não gostam de cães, que temem a reação social se admitirem publicamente que não gostam de cães. Vinopal entrou em contato com os moderadores do r/Dogfree para uma entrevista oficial, mas os moderadores recusaram e encorajaram os seguidores do grupo do Reddit a também se absterem de falar com a mídia, ressaltando que sempre que a mídia fez qualquer cobertura do movimento Dogfree, o r/Dogfree foi recebido com intensa reação negativa na internet, em vez de curiosidade e compaixão genuínas. Os moderadores do r/Dogfree usam nomes de usuários anônimos e não podem ser identificados pelo público.  O escritor Luke Winkie também observou o equívoco de que o movimento Dogfree apoia o abuso de animais como uma razão potencial para a reação contra ele, mas argumentou que, embora o tópico da eutanásia humana seja às vezes discutido, o movimento Dogfree não tolera, glorifica ou apoia o abuso de animais ou a agressão a cães. 
Janine Israel, do The Guardian, observou que, ao tentar fazer uma pesquisa sobre pessoas que odeiam cães, todos os participantes queriam ser entrevistados anonimamente por medo de reação pública, dizendo: "reveladoramente, nenhum dos antipáticos a cães entrevistados para esta história queria que seu nome real fosse usado. Muitos disseram que sua aversão (frequentemente não revelada) a cães afetava seus relacionamentos profissionais, vida amorosa e amizades." Uma garota que ela entrevistou, usando o apelido anônimo "Jess", explicou que estava preocupada com a luta para tentar namorar quando tantos dos perfis de namoro online que ela estava olhando apresentavam cães neles; Israel disse: "Jess está ciente de que sua aversão a cães está limitando suas perspectivas de namoro. "Quando estou navegando por um aplicativo de namoro, se há um cachorro na foto ou referência a um cachorro em um prompt, eu rapidamente deslizo para a esquerda", diz ela. Isso consigna uma parcela significativa de homens heterossexuais elegíveis - e os cachorros que eles são retratados beijando - para a casinha de cachorro. "Eu não quero lidar com isso, principalmente se for um daqueles cães de aparência realmente musculosa", diz Jess. Embora ela reconheça que "ser capaz de cuidar de um animal de estimação é uma boa qualidade", ela simplesmente "não é uma pessoa de cachorro e sou um pouco alérgica", o que ela deixa claro em seu perfil de namoro. "Dessa forma [se combinarmos], somos o mesmo tipo de esquisitos."  A reação pública contra o movimento Dogfree foi discutida por Brittany Wong, uma escritora do The Huffington Post, que observou a prevalência de declarações online como "Não posso confiar em alguém que não gosta de cães", "Gosto mais de cães do que de pessoas" e "Se meu cão não gosta de você, eu não gosto de você", também apontando que parte da razão pela qual a página r/Dogfree do Reddit pode ser controversa é porque ela desafia a validade do relacionamento entre cães e humanos como algo mais do que baseado na necessidade e desafia os donos de cães a uma autorreflexão sobre seu motivo para ter um cão. 
A atriz Chloë Sevigny recebeu uma reação e apoio significativos após reclamar publicamente em 2024 sobre o aumento de donos de cães com animais de estimação sem coleira na cidade de Nova York, dizendo: "O athleisure e os cães estão tomando conta, e isso é realmente lamentável... todo mundo está na Lululemon e tem um cachorro e isso está me deixando louca. Sinto muito, amantes de cães. Há muitos de vocês." Os críticos responderam com raiva, com um comentarista dizendo sobre a declaração de Sevigny, "a falta de empatia para com os animais é tão perturbadora e perturbadora" e outro comentarista dizendo, "odiar cães é um comportamento vergonhoso de beber leite de soja";  O status de classe de Sevigny e sua carreira como atriz foram equiparados ao privilégio e, por sua vez, ao ódio por cães, apesar de Sevigny nunca ter se identificado como "sem cães" e nunca ter declarado publicamente que odeia todos os cães ou todos os donos de cães.   Sevigny também recebeu algum apoio por seus comentários, com alguns comentaristas se referindo às suas palavras como "tão reais" e dizendo sobre Sevigny: "ela é a soldada mais corajosa por ter se manifestado e dito isso". " 
Em 2024, surgiu uma controvérsia pública quando foi anunciado na mídia que o País de Gales estava considerando designar alguns espaços como "zonas livres de cães", onde nenhum cão doméstico teria permissão para entrar, em um esforço para conter o " racismo " (algumas minorias étnicas e religiosas que chegavam por meio da imigração consideravam os cães impuros ou não queriam ficar perto deles). Essa ideia envolveria designar certos espaços verdes públicos, florestas e áreas comerciais internas como "sem cães" - não legalmente acessíveis a cães de estimação. O conceito foi recebido com fortes críticas, inclusive do comentarista político do GB News, Mike Graham, que considerou a ideia "louca!" e uma tentativa de "sinalização de virtude" islâmica . Não é claro se o País de Gales continuará a considerar a implementação de "zonas livres de cães" no futuro.     Em novembro de 2024, o Governo do País de Gales argumentou que a sugestão de zona livre de cães era uma farsa amplificada pelo líder dos Conservadores de Senedd, Andrew RT Davies, que compartilhou artigos de notícias em seus canais de mídia social e apareceu como convidado para falar sobre o assunto no GB News. Davies e a GB News não responderam a esta alegação. 

## Impacto ambiental da posse de cães
Nos últimos anos, especialmente com o aumento da conscientização sobre as mudanças climáticas e a rápida urbanização de espaços naturais e rurais, tem havido atenção aos danos que a posse de cães domésticos causa ao planeta. Os cães, além de seus ancestrais selvagens (por exemplo, lobos, coiotes e cães pintados de africanos ), são uma espécie artificial domesticada criada por seres humanos por meio de milhares de anos de endogamia genética, criando variedades de raça pura dentro da espécie, bem como raças mistas (ou "vira-latas"), que geralmente são o resultado de cruzamentos acidentais. Alguns cientistas e activistas ambientais têm notado em particular o impacto que as fezes de cão têm no ambiente, a criação industrial por detrás da moderna indústria de alimentos para cães, a matança de animais selvagens por cães, o aumento da prevalência de cães nas praias oceânicas e o impacto das fábricas de cachorros (que também está relacionado com a questão separada da crueldade animal).     
Houve situações em que os danos causados pelos cães ao meio ambiente foram resolvidos e minimizados ou eliminados completamente. Por exemplo, a Liga Contra Esportes Cruéis, fundada no Reino Unido em 1925, começou com o objetivo de acabar com a prática de caça esportiva sangrenta, particularmente a caça que envolve o uso de cães de caça ou outras raças de cães para mutilar e matar animais selvagens. O LACS tem se concentrado especialmente na caça ao veado e, mais tarde, à raposa em suas campanhas e anúncios de serviço público, destacando o terror mental e a dor física que uma raposa sofre quando é capturada pelos cães, o que pode incluir ser esfolada viva, estripada viva, ter ossos quebrados e outros traumas causados pelos cães, já que não há objetivo dos caçadores de preservar a carne ou o pelo da raposa. O LACS divulgou uma série de vídeos sobre a caça à raposa, retratando a caça da perspectiva da raposa ou retratando os homens que participam da caça à raposa como se tivessem um comportamento tolo e infantil.     Anna Sewell, autora de Black Beauty em 1877, também fez questão de abordar o impacto prejudicial da caça à raposa em seus escritos.  A série de televisão infantil dos anos 1990 Você Tem Medo do Escuro? apresentou uma história na 1ª temporada intitulada "The Tale of the Hungry Hounds", na qual a personagem Kristen conta uma história de fantasmas em uma fogueira abordando a crueldade da caça à raposa; a própria Kristen é uma amante de cães e tem um cão chamado Elvis, mas Elvis é apenas um animal de estimação, bem-comportado e pacífico.

### A dona do cachorro de Greta Thunberg
O movimento Dogfree observou que a ativista ambiental sueca Greta Thunberg tem dois cães domésticos de grande porte, que ela afirma serem "resgates" e "família", apesar das pesquisas crescentes que revelam o impacto da posse de animais de estimação no meio ambiente. A própria Thunberg nunca respondeu diretamente a esse ponto. Os cães, ambos de raça pura, são chamados de "Moses" e "Roxy" e são frequentemente retratados com a própria Thunberg na mídia promocional.   O geógrafo Gregory Orkin, da Universidade da Califórnia em Los Angeles, argumentou, após realizar um estudo abrangente sobre gases de efeito estufa e agricultura industrial, que cães e gatos foram responsáveis por aproximadamente 25-30% dos danos ambientais relacionados à carne nos EUA. A UCLA divulgou notícias sobre a publicação do artigo, optando por dar ao anúncio o título cômico, "Gregory Okin na indústria de alimentos para animais de estimação: Greta Thunberg poderia envergonhar certas tendências de alimentos para animais de estimação?".  Mais tarde, o jornalista Tim Wall usou o mesmo título para seu próprio artigo sobre Greta Thunberg, no qual também citou Orkin como fonte. Wall também fez referência à injustiça de um mundo onde as crianças humanas passam fome e os animais domésticos recebem alimentos de qualidade humana com muita carne, enquanto as vísceras e outros subprodutos de carne que os humanos geralmente não comem estavam sendo rejeitados pelos donos de animais de estimação que tinham um interesse novo em dar produtos de qualidade humana aos seus animais de estimação. 

## Na cultura popular

### Livros
O jornal The Coast, da Nova Escócia, publicou uma coluna anônima intitulada "Cultistas de cães" em 2018, na qual um morador não identificado de Haligonian (apelidado de "Bone To Pick" como seu apelido) reclamou da "cultura canina" e das pessoas impondo seus cães em tudo. "Bone To Pick" declarou: "Olha, fico feliz por você se um cachorro de estimação te faz feliz. Deus te abençoe se o papel de parede do seu computador com fotos de pit bulls em pequenos chapéus de Papai Noel editados digitalmente te animam. Bom para você se ter um cachorro é o que te faz acordar de manhã, mas por que essa atitude social deve prevalecer de que se você não gosta de cachorros ou não está particularmente desmaiando por cada foto fofa de filhote ou história de adoção de cachorros você não tem alma? ... Não, meu colega bem-intencionado, eu não quero... te ajudar a começar uma página de conscientização porque você quer mais pesquisas feitas sobre cães que sofrem de TEPT . Nós nem mesmo damos aos veteranos humanos do nosso país ou vítimas de agressão sexual o mesmo nível de atenção que damos aos animais "traumatizados", então por que eu me importaria se seu "bebê peludo" tem medo de tempestades e você acha que ele precisa de Prozac ?" A coluna recebeu respostas principalmente críticas com alguns apoiadores. Esta coluna foi posteriormente impressa e publicada em um livro de capa dura intitulado Love The Way We Bitch/Love, editado por Stephanie Domet, em 2018.  

### Filmes
No filme biográfico de guerra americano Heaven &amp; Earth, de 1993, a noiva de guerra vietnamita Le Ly Hayslip chega com seu marido americano em San Diego no início da década de 1970 e fica incomodada ao descobrir que a casa suburbana de sua sogra está cheia de pequenos cães de estimação que se esfregam nas pessoas e imploram debaixo da mesa durante o jantar, enquanto são alimentados diretamente com os garfos que as pessoas estão usando. O filme revela mais tarde, durante a reunificação de Hayslip com sua aldeia no Vietnã, no final da década de 1980, que sua mãe e irmã passaram fome durante a segunda metade da guerra e eram velhas, pouco atraentes e ignoradas por qualquer um que pudesse alimentá-las ou ajudá-las; seus corpos famintos também foram atacados por cães selvagens que tentavam atacá-las, mas ambas sobreviveram. O filme sugere que ter cães dentro de casa, além de alimentá-los na mesa e tratá-los como membros da família, é um subproduto do luxo no Ocidente decadente (a própria Hayslip atestou que mantinha cães e animais de fazenda como animais de estimação na infância no Vietnã, que ficavam ao ar livre, na terra). A sogra de Hayslip também tem um enorme congelador onde são armazenados centenas de diferentes alimentos processados, e a própria Hayslip fica chocada com o conceito de um supermercado .  Hayslip discutiu em suas memórias publicadas como os cães não eram vistos da mesma forma em sua cultura como eram no Ocidente, relembrando uma declaração feita por um oficial não identificado da Força Popular (PF) do Vietnã do Sul quando sua aldeia estava sendo tomada: "Sem mais discussão, pegamos tantos postes quanto pudemos carregar e corremos para enterrá-los do lado de fora de nossa casa. "Ah, sim", acrescentou o oficial da PF. "Se você tem um cão de guarda, dê-o a um parente fora da cidade ou ferva-o para o jantar. Não podemos ter nenhum cachorro latindo na próxima vez que nossos combatentes pela liberdade vierem à vila! "" 

### Música
Em C'est Cheese, o terceiro álbum lançado pelo grupo musical de comédia canadense The Arrogant Worms, a música "Kill the Dog Next Door" descreve um homem suburbano canadense frustrado cujo vizinho bajula um novo chihuahua de estimação que usa uma fita na cabeça e constantemente faz cocô no gramado do homem. O homem tenta o máximo ser educado e tolerar o cão, mas o cão o ataca continuamente quando ele interage. Em uma fantasia hiperbólica, a música então começa a falar sobre matar o cachorro, o que o homem acaba fazendo depois que ele o morde violentamente e se recusa a soltá-lo. Ao receber uma multa monetária da Polícia Montada do Canadá, o homem começa a fantasiar sobre assassinar seu vizinho. A música pretendia ser cômica e não realista. 

### Televisão
A personagem fictícia Hyacinth Bucket (interpretada pela atriz Patricia Routledge ) na sitcom britânica dos anos 1990 Keeping Up Appearances, não gosta de cachorros e não os aceita em sua casa. Ela acredita que os cães são extremamente sujos e descobre que eles têm o hábito de atacá-la sempre que ela está perto deles, para seu desgosto, já que seu cunhado da classe trabalhadora, Onslow, mantém um cachorro adorado em seu carro velho como animal de estimação. Hyacinth tenta fingir ser uma amante de cães em um episódio intitulado "Let There Be Light", para impressionar a dona de classe alta dos cães, a Sra. Drummond, e comenta sarcasticamente: "Nunca estou mais feliz do que quando estou brincando com cães " (com uma nota baixa e desdenhosa na palavra "cachorro"). Os dois cães, labradores retriever, latem ruidosamente e arrastam Hyacinth pela rua enquanto ela luta para segurar suas coleiras. Hyacinth sente repulsa especial por uma vizinha idosa que deixa seu cachorrinho fazer cocô em todo o canteiro de flores dela e, em determinado momento, força uma pá e um saco nas mãos do vizinho, obrigando-o a limpar tudo. O BritBox posteriormente carregou um vídeo para o canal oficial do YouTube de Keeping Up Appearances intitulado "Hyacinth's Hilarious Experiences With Dogs".  
O personagem Alastor, do Hazbin Hotel, de acordo com a criadora Vivienne "VivziePop" Medrano, não tem medo de cães (ao contrário das teorias dos fãs), mas odeia cães e qualquer coisa que se pareça com cães (o personagem foi atacado até a morte por cães de caça em uma vida passada). Ele se refere aos cães como "vira-latas" e "roedores" e fica longe deles. Medrano discutiu isso com mais detalhes durante as transmissões ao vivo de vídeos de fãs no YouTube .  
O episódio " Dogtown" dos Simpsons explora o fenômeno da "cultura canina" e alguns dos problemas comuns que o movimento Dogfree tem com isso, incluindo a priorização de cães em detrimento de seres humanos, mesmo em situações de perigo, legislação que permite que cães entrem em espaços como restaurantes, pessoas que acham cativante quando cães se comportam de uma forma que normalmente seria vista como tola ou nojenta (por exemplo, como o Advogado de Cabelo Azul observa ao defender Gil Gunderson, "colocando sua cabeça em um pote de picles vazio" e "arrastando suas nádegas pelo chão"). O crítico Tony Sokol do Den of Geek observou o retrato preciso da "cultura canina" no episódio ("Quem não ama cachorrinhos fofos, tocar piano, ficar com o focinho preso em potes de picles ou arranhar o traseiro no concreto para limpar os restos do hidrante?") e achou a revelação do final do episódio cômica, lembrando: "Os cães logo fazem da humanidade de Springfield suas cadelas. Eles não têm preocupação nem decência. Eles andam por aí cheirando o traseiro uns dos outros como se não fedesse e geralmente dominam e subjugam tudo ao seu redor." 

### Sites e mídias sociais
DogsBite é um arquivo de casos de ataques de cães a humanos, animais selvagens e animais domésticos, coletado de várias fontes de mídia tradicionais e estudos estatísticos. A maioria dos casos identificados no site são causados por pit bulls. 
O canal do YouTube "I Hate Dogs", iniciado em 2017 com 14.100 inscritos em 2025, apresenta atualizações regulares quase diárias sobre incidentes relacionados a cães, problemas com cães e ataques de cães. Não se sabe se este canal tem alguma afiliação com o grupo r/Dogfree do Reddit ou se foi iniciado por uma pessoa independente que não apoia cães. Ao contrário do r/Dogfree, que proíbe estritamente qualquer conteúdo relacionado à discussão sobre bestialidade ou zoofilia, "I Hate Dogs" argumentou em seus vídeos mais populares, intitulados "VÁRIOS donos de cães fazem SEXO COM SEU CÃO" e "Como identificar zoófilos" que muitas pessoas que professam amar cães estão de fato sexualmente ou romanticamente ligadas a seus cães, uma ideia que não foi estudada nem confirmada em nenhuma fonte confiável. 